# Ligne Wakayama
La ligne Wakayama (和歌山線, Wakayama-sen) est une ligne ferroviaire exploitée par la compagnie JR West dans les préfectures de Nara et Wakayama au Japon. Elle relie la gare d'Ōji à la gare de Wakayama.
La ligne Wakayama constitue la ligne T du réseau urbain de la JR West dans l'agglomération d'Osaka-Kobe-Kyoto. Le code couleur de la ligne est le rose (■).

## Histoire
La section entre Ōji et Takada est ouverte en 1891 par le chemin de fer d’Osaka. Le chemin de fer de Minami Kazu ouvre le tronçon de Takada à Yoshinoguchi en 1896 et le prolonge jusqu'à Gojō en 1898. La même année, le chemin de fer de Kiwa ouvre le tronçon de Gojō à Hashimoto, puis à Wakayama en 1900, complétant la ligne.

## Caractéristiques

### Ligne
- Longueur : 87,5 km
- Écartement : 1 067 mm
- Electrification : courant continu 1500 V

### Tracé
|  |

### Interconnexions
À Ōji, certains trains continuent sur la ligne Yamatoji jusqu'à JR Namba. A Takada, certains trains continuent sur la ligne Sakurai jusqu'à Nara.

### Liste des gares
| Gare          | Nom japonais | Distance depuis Ōji (km) | Correspondances                                                       | Localisation | Localisation           |
| ------------- | ------------ | ------------------------ | --------------------------------------------------------------------- | ------------ | ---------------------- |
| Ōji           | 王寺         | 0                        | JR West : Yamatoji (interconnexion) Kintetsu : Ikoma, Tawaramoto      | Ōji          | Préfecture de Nara     |
| Hatakeda      | 畠田         | 2,6                      |                                                                       | Ōji          | Préfecture de Nara     |
| Shizumi       | 志都美       | 4,5                      |                                                                       | Kashiba      | Préfecture de Nara     |
| Kashiba       | 香芝         | 6.6                      | Kintetsu : Osaka (à Kintetsu Shimoda)                                 | Kashiba      | Préfecture de Nara     |
| JR Goidō      | JR五位堂     | 8,7                      |                                                                       | Kashiba      | Préfecture de Nara     |
| Takada        | 高田         | 11,5                     | JR West : Sakurai (interconnexion) Kintetsu : Osaka (à Yamato-Takada) | Yamatotakada | Préfecture de Nara     |
| Yamato-Shinjō | 大和新庄     | 14,9                     |                                                                       | Katsuragi    | Préfecture de Nara     |
| Gose          | 御所         | 17,6                     | Kintetsu : Gose (à Kintetsu-Gose)                                     | Gose         | Préfecture de Nara     |
| Tamade        | 玉手         | 19,4                     |                                                                       | Gose         | Préfecture de Nara     |
| Wakigami      | 掖上         | 20,9                     |                                                                       | Gose         | Préfecture de Nara     |
| Yoshinoguchi  | 吉野口       | 24,9                     | Kintetsu : Yoshino                                                    | Gose         | Préfecture de Nara     |
| Kitauchi      | 北宇智       | 31,5                     |                                                                       | Gojō         | Préfecture de Nara     |
| Gojō          | 五条         | 35,4                     |                                                                       | Gojō         | Préfecture de Nara     |
| Yamato-Futami | 大和二見     | 37,1                     |                                                                       | Gojō         | Préfecture de Nara     |
| Suda          | 隅田         | 41,1                     |                                                                       | Hashimoto    | Préfecture de Wakayama |
| Shimohyōgo    | 下兵庫       | 43,2                     |                                                                       | Hashimoto    | Préfecture de Wakayama |
| Hashimoto     | 橋本         | 45,1                     | Nankai : Kōya                                                         | Hashimoto    | Préfecture de Wakayama |
| Kii-Yamada    | 紀伊山田     | 48,0                     |                                                                       | Hashimoto    | Préfecture de Wakayama |
| Kōyaguchi     | 高野口       | 50,6                     |                                                                       | Hashimoto    | Préfecture de Wakayama |
| Nakaiburi     | 中飯降       | 53,0                     |                                                                       | Katsuragi    | Préfecture de Wakayama |
| Myōji         | 妙寺         | 54,6                     |                                                                       | Katsuragi    | Préfecture de Wakayama |
| Ōtani (ja)    | 大谷         | 56,7                     |                                                                       | Katsuragi    | Préfecture de Wakayama |
| Kaseda        | 笠田         | 58,2                     |                                                                       | Katsuragi    | Préfecture de Wakayama |
| Nishi-Kaseda  | 西笠田       | 61,3                     |                                                                       | Katsuragi    | Préfecture de Wakayama |
| Nate          | 名手         | 63,2                     |                                                                       | Kinokawa     | Préfecture de Wakayama |
| Kokawa        | 粉河         | 66,0                     |                                                                       | Kinokawa     | Préfecture de Wakayama |
| Kii-Nagata    | 紀伊長田     | 67,2                     |                                                                       | Kinokawa     | Préfecture de Wakayama |
| Uchita        | 打田         | 69,8                     |                                                                       | Kinokawa     | Préfecture de Wakayama |
| Shimoisaka    | 下井阪       | 72,0                     |                                                                       | Kinokawa     | Préfecture de Wakayama |
| Iwade         | 岩出         | 74,2                     |                                                                       | Iwade        | Préfecture de Wakayama |
| Funato        | 船戸         | 75,3                     |                                                                       | Iwade        | Préfecture de Wakayama |
| Kii-Ogura     | 紀伊小倉     | 77,6                     |                                                                       | Wakayama     | Préfecture de Wakayama |
| Hoshiya       | 布施屋       | 79,9                     |                                                                       | Wakayama     | Préfecture de Wakayama |
| Senda         | 千旦         | 81,4                     |                                                                       | Wakayama     | Préfecture de Wakayama |
| Tainose       | 田井ノ瀬     | 82,9                     |                                                                       | Wakayama     | Préfecture de Wakayama |
| Wakayama      | 和歌山       | 87,5                     | JR West : Hanwa, Kisei Wakayama Electric Railway : Kishigawa          | Wakayama     | Préfecture de Wakayama |